# 比利比诺核电站
比利比诺核电站是俄罗斯联邦楚科奇自治区比利比诺的一座电站，安装四台EGP-6型核反应堆，装机容量48MW，是世界上最小的核电站，也是北半球纬度最高的核电站。當局宣佈計劃在2019年啟動關閉該核電站的程序，將由羅蒙諾索夫院士浮動核能發電廠取代。

## 外部連結
- Operational information of Bilinibo NPP at Energoatom
- http://maps.google.com/maps/ms?msa=0&msid=102572829137323465422.00048c0ecdd1e8e83dfd4&ct=docsearch&cd=2&cad=docsearch,cid:18358203320073336020 （页面存档备份，存于）